# Gérard Maki Haitong
Gérard Maki Haitong (6 luglio 1978) è un ex calciatore vanuatuano, di ruolo centrocampista.

## Carriera

### Club
Ha sempre giocato nel campionato vanuatuano.

### Nazionale
Conta 20 presenze e 2 reti con la maglia della propria Nazionale.